# Top Dawg Entertainment
Top Dawg Entertainment (TDE) es una compañía discográfica estadounidense fundada en 2004, por CEO Anthony "Top Dawg" Tiffith. Dave Free y Punch son presidentes de TDE. Actualmente cuentan con ocho artistas firmados bajo la discográfica los cuales son Isaiah Rashad, SZA, Lance Skiiiwalker y SiR, así como sus artistas insignia y miembros de Black Hippy, Kendrick Lamar, Jay Rock, Ab-Soul y Schoolboy Q. La discográfica también alberga una división de producción que incluye a los productores Digi+Phonics, THC, King Blue y Derek "MixedByAli" Ali.

## Artistas
| Artista           | Año en el que se anexo | Publicaciones bajo la discográfica |
| ----------------- | ---------------------- | ---------------------------------- |
| Kendrick Lamar    | 2005                   | 7                                  |
| Schoolboy Q       | 2009                   | 5                                  |
| Jay Rock          | 2004                   | 4                                  |
| Ab-Soul           | 2007                   | 4                                  |
| SZA (Cantante)    | 2012                   | 2                                  |
| Isaiah Rashad     | 2013                   | 2                                  |
| Sir (cantante)    | 2017                   | 2                                  |
| Lance Skiiiwalker | 2017                   | 1                                  |
| Reason            | 2018                   | 1                                  |
| Zacari            | 2018                   | 1                                  |

## Productores
Top Dawg Entertainment alberga un equipo de producción nombrado Digi+Phonics, compuesto de los productores musicales Dave Free, Willie B, Tae Beast y Sounwave. Los cuales han compuesto la mayoría de la producción de las publicaciones de TDE.
King Blue, también conocido como Blue The Misfit, formó parte del dúo musical Sore Losers y también esta firmado con Top Dawg como productor, produciendo canciones como "P&P" de Kendrick Lamar, "To tha Beat (F'd Up)" de Schoolboy Q y "Down them" de Mac Miller.
El equipo de producción THC, un dúo de productores, ha producido varias canciones para miembros de Black Hippy, incluyendo "Cartoon & Cereal" y "m.A.A.d City" de Kendrick Lamar, así como "Collard Greens" de Schoolboy Q, entre otras.
- Top Dawg
- Digi+Phonics
  - Dave Free
  - Sounwave
  - Tae Beast
  - Willie B
- King Blue
- MixedByAli
- THC